# Vector de Killing

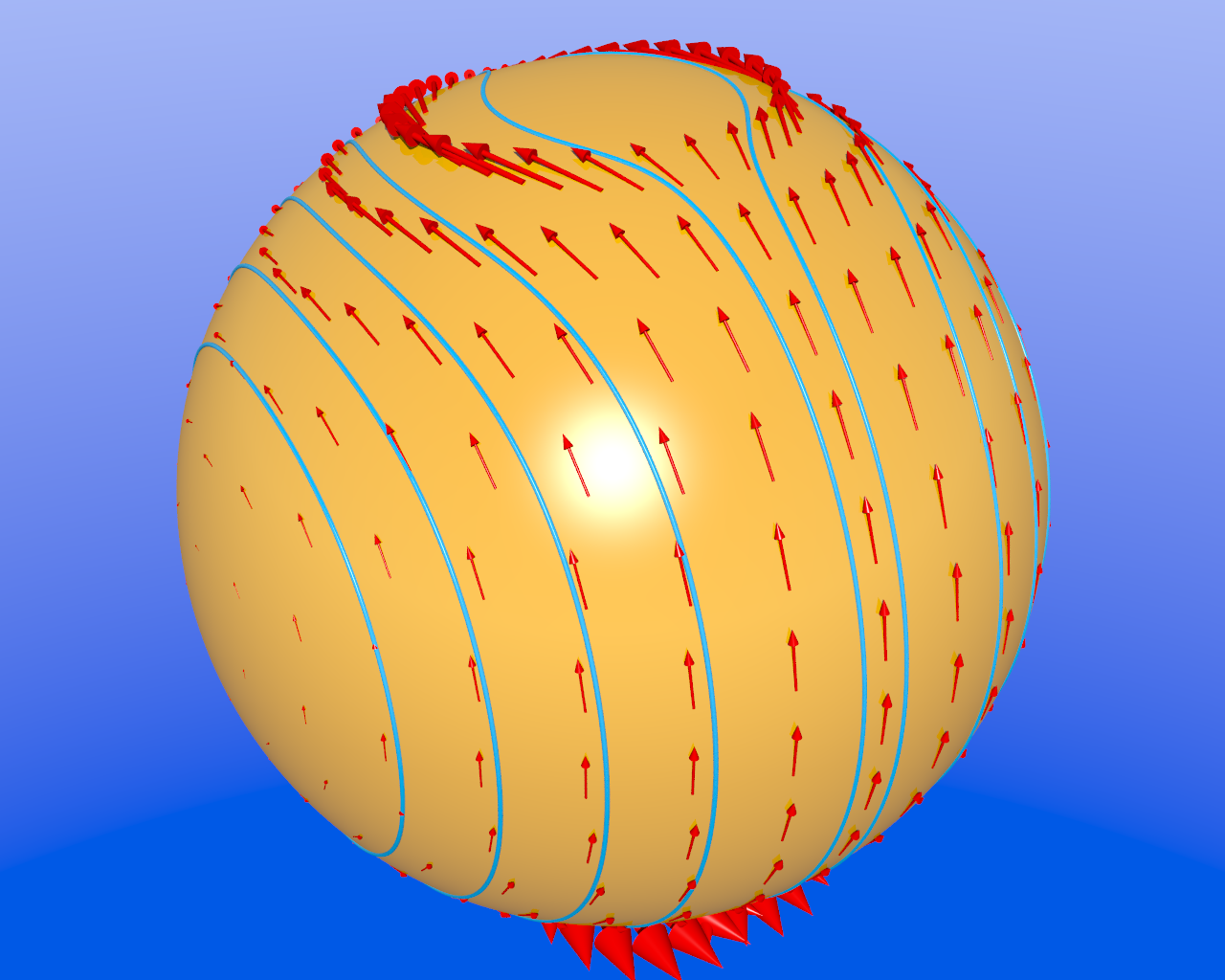
Vector de Killing.

Un vector de Killing o campo vectorial de Killing es un vector definido sobre una variedad de Riemann o pseudoriemanniana que define un grupo uniparamétrico de isometrías. En teoría de la relatividad general los vectores de Killing son de gran importancia porque permiten definir tanto leyes de conservación como construir otros invariantes útiles en la resolución de problemas físicos.
El concepto de vector de Killing se debe a Wilhelm Killing (1847-1923).

## Definiciones
Los vectores de Killing se definen mediante la condición de que la derivada de Lie de la métrica en la dirección dada por un campo vectorial de Killing k es nula:

(1){\displaystyle {\mathcal {L}}_{\mathbf {k} }g=0}

En una variedad (pseudo)riemanniana en la que la conexión es la conexión sin torsión asociada de manera natural a la métrica la expresión (1) se puede expresar en términos de la derivada covariante:

(2){\displaystyle {\mathcal {L}}_{\mathbf {k} }g_{ab}=k^{c}\nabla _{c}g_{ab}+g_{ac}\nabla _{b}k^{c}+g_{cb}\nabla _{a}k^{c}=\nabla _{a}k_{b}+\nabla _{b}k_{a}=0}

Donde se ha usado el hecho de que el primer término del segundo miembro es cero y además se ha usado la operación de subir y bajar índices.

## Vectores de Killing e isometrías
Dado un campo vectorial de Killing diferenciable entonces puede definirse un grupo uniparamétrico local de isometrías  sobre la variedad de Riemann a partir de las curvas integrales asociadas a ese campo vectorial. Para cada punto p de la variedad con coordenadas {\displaystyle \varphi (p)=\{x_{0}^{a}\}}, en una cierta carta local {\displaystyle \varphi \;}, consideremos la curva integral que es solución de la siguiente ecuación diferencial:

{\displaystyle {\begin{cases}{\cfrac {dx^{a}}{dt}}=k^{a}\\x^{a}(t_{0})=x_{0}^{a}\end{cases}}}

Definamos un grupo uniparamétrico de isometrías {\displaystyle \phi _{s}\;} asociado al vector de Killing como:

{\displaystyle \varphi (\phi _{s}(p))=x(s+t_{0})}

El carácter isométrico de {\displaystyle \phi _{s}} para cada valor de s se refleja en que el pullback de dicha aplicación satisface:

{\displaystyle \phi _{s}^{*}g_{ab}=g_{ab}}

Es decir la aplicación anterior aplica puntos de la variedad en puntos que tiene una forma idéntica de métrica, dicho de otro modo, la métrica es "invariante" bajo la acción del grupo de isometrías asociado a un vector de Killing.